# آئرومارین ۳۹
آئرومارین ۳۹ (به انگلیسی: Aeromarine_39) یک هواگرد ملخ‌پیشین تک‌موتوره از نوع آموزشی آبی-خاکی ساخت شرکت Aeromarine Plane and Motor Company است. در مجموع، تعداد ۱۵۰ فروند از این هواگرد ساخته شده‌است.